# 960
960 (CMLX) je bilo prestopno leto, ki se je po julijanskem koledarju začelo na nedeljo.

## Dogodki
- začetek kitajske dinastije Song (konec 1279)

## Rojstva
- Aimoin, francoski kronik († 1010)
- Konstantin VIII., bizantinski cesar († 1028)
- Urlik Ebersberški, mejni grof Kranjske († 1029)